# Linn Grove (Iowa)
Linn Grove es una ciudad ubicada en el condado de Buena Vista en el estado estadounidense de Iowa. En el Censo de 2010 tenía una población de 154 habitantes y una densidad poblacional de 97,64 personas por km².

## Geografía
Linn Grove se encuentra ubicada en las coordenadas 42°53′38″N 95°14′37″O / 42.89389, -95.24361. Según la Oficina del Censo de los Estados Unidos, Linn Grove tiene una superficie total de 1.58 km², de la cual 1.51 km² corresponden a tierra firme y (4.27%) 0.07 km² es agua.

## Demografía
Según el censo de 2010, había 154 personas residiendo en Linn Grove. La densidad de población era de 97,64 hab./km². De los 154 habitantes, Linn Grove estaba compuesto por el 96.75% blancos, el 0.65% eran afroamericanos, el 0% eran amerindios, el 0% eran asiáticos, el 0% eran isleños del Pacífico, el 2.6% eran de otras razas y el 0% pertenecían a dos o más razas. Del total de la población el 8.44% eran hispanos o latinos de cualquier raza.